# Західний Угол
Західний У́гол (рос. Западный Угол) — село у складі Ключівського району Алтайського краю, Росія. Входить до складу Петухівської сільської ради.

## Населення
Населення — 92 особи (2010; 212 у 2002).
Національний склад (станом на 2002 рік):
- росіяни — 92 %